# AIDA Cruises
AIDA Cruises — немецкая компания-оператор круизных судов со штаб-квартирой в Ростоке, дочерняя компания Costa Crociere S.p.A., входящей в Carnival Corporation & plc.

## Предприятие
Компания AIDA Cruises является ведущим круизным оператором на немецком рынке . В 2010 г. было перевезено 511 400 пассажиров. Оборот компании за 2009 финансовый год составил 722,1 млн евро. В AIDA Cruises занято 5.600 работников из 25 стран, из которых примерно 5 100 человек работают на борту судов и 500. Количество коек на восьми круизных судах составляет 14 248. Штаб-квартира располагается в реконструированных зданиях старых элеваторов в порту Ростока.

## История

### Deutsche Seereederei
Приватизированная в 1990 г. Deutsche Seereederei (сокр. DSR) (рус. Немецкое Морское Пароходство) со штаб-квартирой в Ростоке, будучи оператором судна Völkerfreundschaft, занялась круизным бизнесом в 60-х годах XX века., приняла решение о расширении своей деятельности в области круизного бизнеса путём строительства новых судов. Причём впервые на немецком рынке была реализована американская концепция «Funship» корпорации Carnival Cruise Lines. В 1996 г. в эксплуатацию было введено первое новое судно под названием «AIDA — Das Clubschiff» (нынешняя «AIDAcara»). Имя должно было соответствовать именам других судов компании, которые также начинались и заканчивались на букву А. Выбор пал на слово «Aida», имя нубийской принцессы в Древнем Египте и название оперы Джузеппе Верди «Aida», которую часто по ошибке связывают с открытием Суэцкого канала, будто бы существует связь с судоходством.
Несмотря на хорошую заполняемость компании поначалу не удалось стать прибыльным предприятием. Для улучшения продаж был создан холдинг Arkona Touristik GmbH, который для улучшения ликвидности предприятия продал судно в августе 1997 г. за 234 млн нем. марок в Norwegian Cruise Line (NCL). Однако эксплуатация по чартерному договору осталась у DSR.

### P&O
В ноябре 1999 г. Arkona Touristik GmbH и британское пароходство P&O создали совместное предприятие AIDA Cruises Ltd. У P&O оказалось на руках большинство в 51 % акций общества, и она тут же выкупила назад клубное судно «AIDA» и заказала сразу ещё два дополнительных судна этого типа. Кроме того P&O получила пароходство Seetours International, которое только в 1997 г. перешло от TUI к Arkona Touristik и тем временем эксплуатировало круизное судно под одинаковым именем. Поскольку Seetours имела более старое и хорошо введённое имя и являлась частью P&O, имевшей большинство в AIDA Cruises, то оперативная деятельность стала вестись под маркой Seetours — German Branch of Aida Cruises.
Спустя год Arkona Touristik по соглашению передала свою 49%-долю в AIDA Cruises компании P&O, получив взамен доли в компании P&O Princess Cruises, куда P&O как раз выделила весь свой круизный бизнес. Seetours и AIDA Cruises слились и стали работать под маркой Seetours — German Branch of P&O Princess Cruises. Таким вот образом из дочки Seetours практически возникло материнское предприятие по деятельности AIDA.

### Carnival Corporation
Со слиянием P&O Princess Cruises и группы Carnival в 2003 г. и AIDA Cruises стала частью Carnival Corporation & plc, самого большого продавца круизов в мире.
Предприятие подчинили итальянской Costa Crociere S.p.A. и переименовали в AIDA Cruises — German Branch of Costa Crociere. Соответственно и флот с ноября 2004 г. перешёл под итальянский флаг. Организационно AIDA Cruises относится к Società di Crociere Mercurio S.r.l. со штаб-квартирой в Милане и работает под маркой AIDA Cruises — German Branch of Società di Crociere Mercurio S.r.l..

## Флот
Суда компании AIDA плавают под итальянским флагом. Портом приписки является Генуя.
| Судно      | Фото | Год постройки                  | Водоизмещение брт | Экипаж | Годы в AIDA Cruises | Верфь                         | Флаг | Статус                                            |
| AIDAcara   |      | 1996 (перестройка: 2005, 2009) | 38.557            | 369    | 1996-               | Kvaerner Masa Yards AB, Турку | →    | 1996 — 2001 под названием «AIDA — Das Clubschiff» |
| AIDAvita   |      | 2002                           | 42.289            | 389    | 2002-               | Aker MTW Werft GmbH, Висмар   | →    |                                                   |
| AIDAaura   |      | 2003                           | 42.289            | 389    | 2003-               | Aker MTW Werft GmbH           |      |                                                   |
| AIDAdiva   |      | 2007                           | 69.203            | 607    | 2007-               | Meyer Werft GmbH, Папенбург   |      |                                                   |
| AIDAbella  |      | 2008                           | 69.203            | 607    | 2008-               | Meyer Werft GmbH              |      |                                                   |
| AIDAluna   |      | 2009                           | 69.203            | 607    | 2009-               | Meyer Werft GmbH              |      |                                                   |
| AIDAblu    |      | 2010                           | 71.100            | 607    | 2010-               | Meyer Werft GmbH              |      |                                                   |
| AIDAsol    |      | 2011                           | 71.100            | 611    | 2011-               | Meyer Werft GmbH              |      |                                                   |
| AIDAmar    |      | 2012                           | 71.304            | 611    | 2012-               | Meyer Werft GmbH              |      |                                                   |
| AIDAstella |      | 2013                           | 71.304            | 609    | 2013-               | Meyer Werft GmbH              |      |                                                   |
| AIDAprima  |      | 2016                           | 125.572           | 900    | 2016-               | Mitsubishi                    |      |                                                   |
| AIDAperla  |      | 2017                           | 125.572           | 900    | 2017-               | Mitsubishi                    |      |                                                   |